# Mukopolysacharid

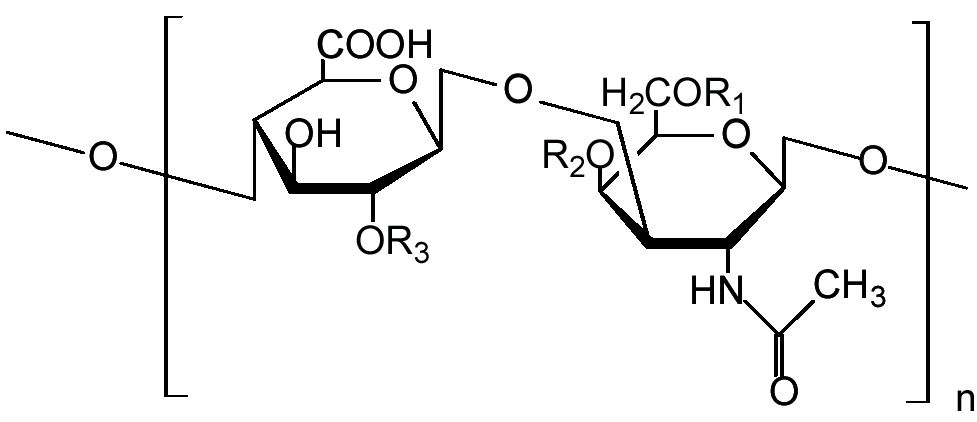
Část řetězce chondroitin sulfátu

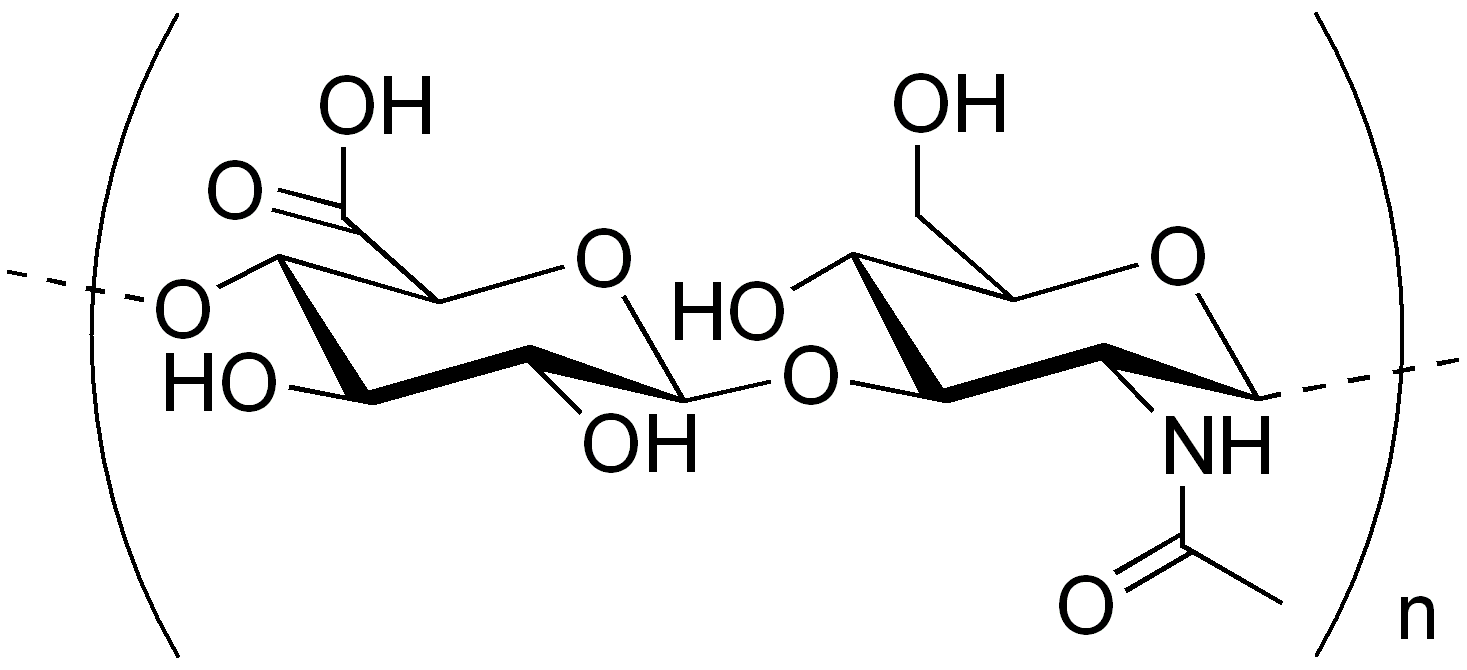
Část řetězce hyaluronanu

Mukopolysacharidy či také glykosaminoglykany jsou nevětvené (lineární) polysacharidy obsahující deriváty uronových kyselin a hexosaminové zbytky (hexóz navázaných na skupinu NH2). Tvoří velkou část mezibuněčné hmoty v pojivové tkáni (především chrupavka, vazy, šlachy apod.). Někdy se vážou na bílkoviny a tvoří tak tzv. proteoglykany.

## Zástupci
K významným mukopolysacharidům patří kyselina hyaluronová (zákl. složka synoviální tekutiny a ve sklivci), různé chondroitinsulfáty (ve chrupavce), dermatansulfát (v pokožce), keratansulfát, heparin (obsažený v žírných buňkách a zastavující srážení krve) či heparansulfát.

## Mukopolysacharidóza
Mukopolysacharidóza je neschopnost organizmu štěpit tyto látky. Patří k nim Hurlerové syndrom a Hunterův syndrom, oba kódované geneticky a vyvolané špatně pracujícím enzymem iduronidázou. Způsobují vážné poruchy funkce kloubů, nedomykavost aortální chlopně, a v případě Hurlerova syndromu i zakalení rohovky. Dále však mohou působit i retardaci růstu, hluchotu nebo zvětšení jater či sleziny.